# América Norteña
América Norteña (en inglés: Northern America, en francés: Amérique septentrionale) es una región que divide política y culturalmente el subcontinente Norteamericano. Limita al norte con el océano Ártico; al este con el océano Atlántico; al noreste con Europa Septentrional a través de Groenlandia; al sur con América Media; al suroeste con el océano Pacífico; y al noroeste con el estrecho de Bering —que lo separa de Asia del Norte, concretamente de Siberia, Rusia. Se diferencia de América Anglosajona, ya que abarca todo el territorio canadiense y la isla de Groenlandia. 
Las Naciones Unidas dividen a América en dos grandes regiones, América Norteña por un lado y América Latina y el Caribe por el otro.

## Definiciones

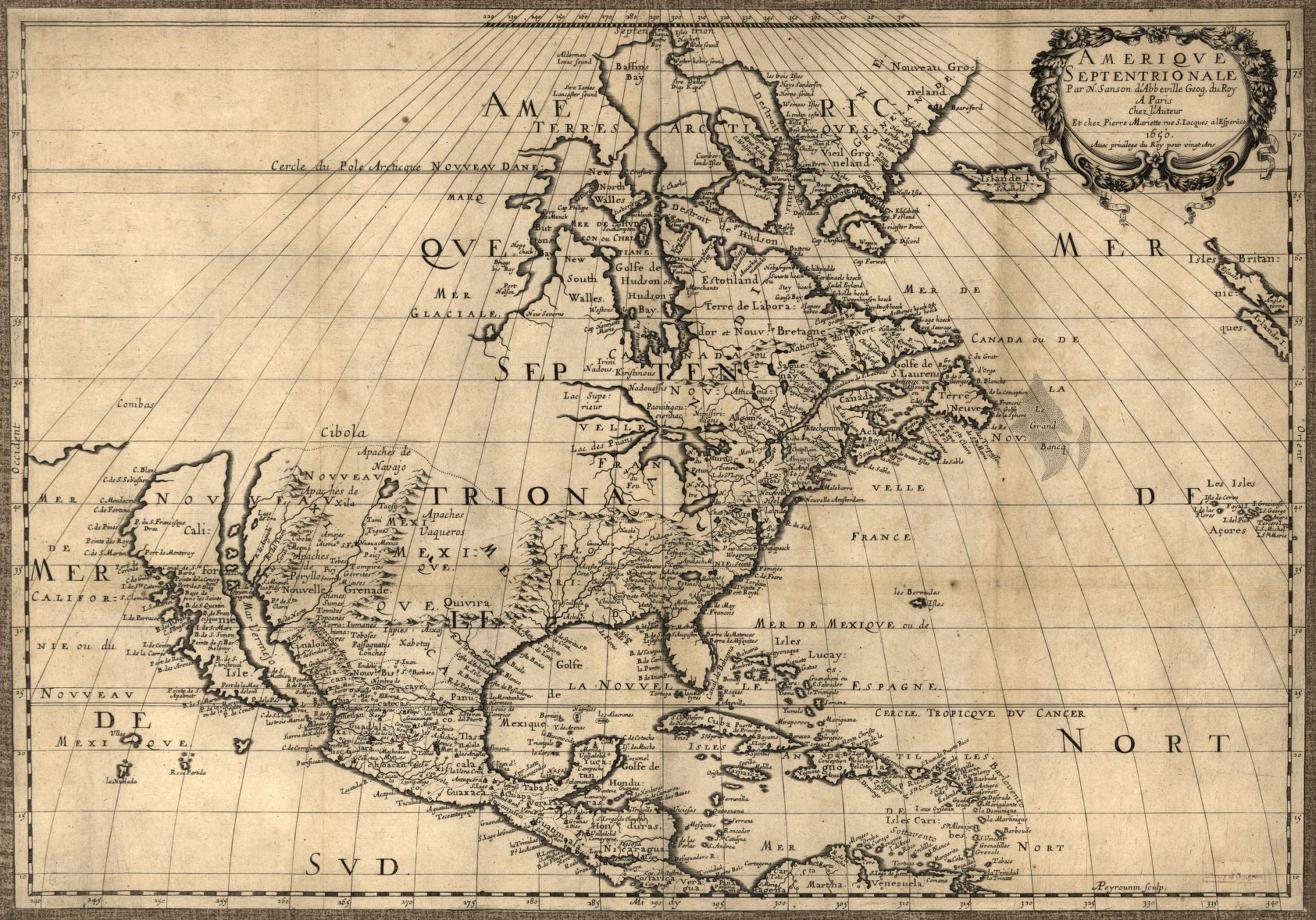
Mapa de la región en 1650.

Hasta finales del siglo XVIII se consideraba que la América Septentrional abarcaba hasta la actual Costa Rica, como lo atestiguan numerosos mapas de la época, efectivamente mapas como el de Bellin 1755 y el de López 1780 entre otros, muestran que se ha utilizado el término América Septentrional cuando la región fue ocupada por España, Francia e Inglaterra. Por otra parte en 1813, el Acta Solemne de la Declaración de Independencia de la América Septentrional considera explícitamente al Virreinato de Nueva España como parte de esta región. Posteriormente en 1848, la intervención estadounidense en México redefiniría los actuales límites entre Estados Unidos y México, ratificado en el Tratado de Guadalupe Hidalgo, en el que se estableció que México cedería lo que hoy es el suroeste estadounidense.
Hoy en día América Norteña engloba a Canadá y los Estados Unidos, países desarrollados que presentan muy altos índices de desarrollo humano y una intensa integración económica, mientras comparten muchas características socioeconómicas y culturales.
Hawái es un estado de los Estados Unidos situado en el centro del océano Pacífico, al suroeste de Estados Unidos continental. Fisiográficamente y etnográficamente, el archipiélago de Hawái se incluye a menudo con otros territorios de la Polinesia.

## Divisiones
América Norteña se divide en 2 países y 3 territorios:
| País o territorio    | Área (km²) | Población   | Densidad (km²) | Capital          |
| -------------------- | ---------- | ----------- | -------------- | ---------------- |
| Bermudas             | 53,2       | 64,237      | 1,275          | Hamilton         |
| Canadá               | 9 984 670  | 35 540 419  | 3.4            | Ottawa           |
| Estados Unidos       | 9 826 675  | 319 406 000 | 32.7           | Washington D. C. |
| Groenlandia          | 2,166,086  | 56,370      | 0.026          | Nuuk             |
| San Pedro y Miquelón | 242        | 6080        | 25             | San Pedro        |